# Kreisky (Band)
Kreisky ist eine deutschsprachige Indie-Rock-Band aus Wien.

## Geschichte
Anfang 2005 gründeten Franz Adrian Wenzl und Martin Offenhuber die Band Kreisky und erspielten sich mit Live-Auftritten einen hohen Bekanntheitsgrad in Wien und Umgebung. Die Band ist nach dem ehemaligen österreichischen Bundeskanzler Bruno Kreisky benannt.
Im Mai 2007 wurde das Studioalbum Kreisky veröffentlicht, das in zahlreichen Medien positive Kritiken erhielt. Die erste Single Wo Woman ist, da ist auch Cry schaffte es auf Platz 3 der österreichischen Indie-Charts. Das zweite Album der Band trägt den Titel Meine Schuld, meine Schuld, meine große Schuld und ist am 27. März 2009 erschienen. Die Vorabsingle Asthma erreichte Platz 2 der Indie-Charts. Bei den Amadeus Austrian Music Awards 2009 gewann die Band als „FM4 Alternative Act des Jahres“. Am 29. April 2011 erschien das dritte Album der Band, unter dem Namen Trouble. Die im Voraus veröffentlichte Single Scheisse, Schauspieler erreichte Platz 2 der FM4-Charts.
Das Ende März 2014 erschienene Album Blick auf die Alpen wurde wegen der besonderen Akustik im Studio der Wiener Symphoniker im Konzerthaus aufgezeichnet. Der ORF attestierte der Gruppe auf dem Album eine „rotzige Punkerattitüde“, wenn sie über das neue Kreativbohème-Prekariat und „die TV-Gladiatoren unserer Tage“ textet.
Im Oktober 2017 war die Premiere des Sibylle-Berg-Stücks Viel gut essen, das die Band gemeinsam mit der Autorin für das Wiener Rabenhof Theater adaptiert hat. Das Stück erhielt durchwegs euphorische Kritiken.

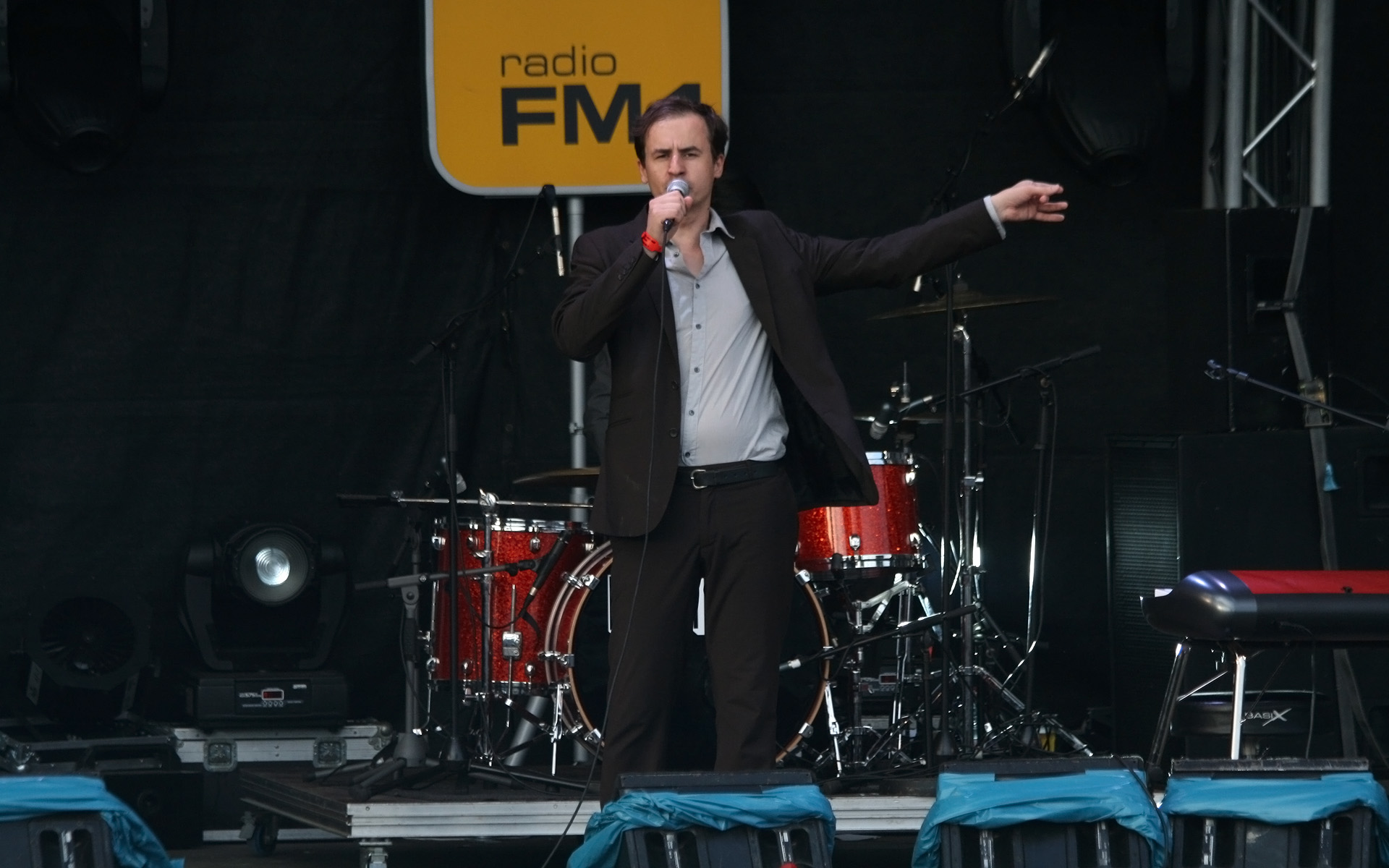
Franz Adrian Wenzl
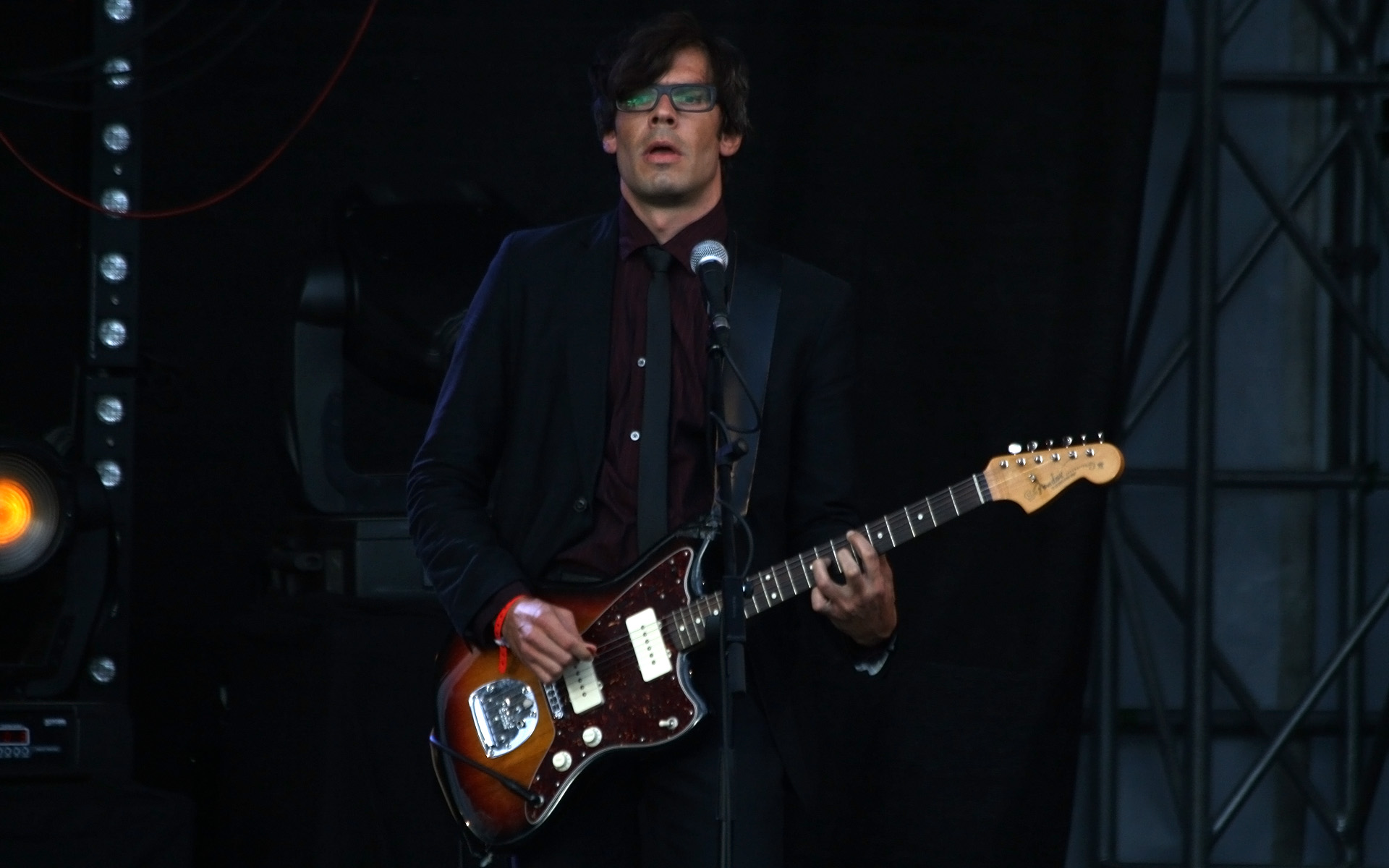
Martin Max Offenhuber
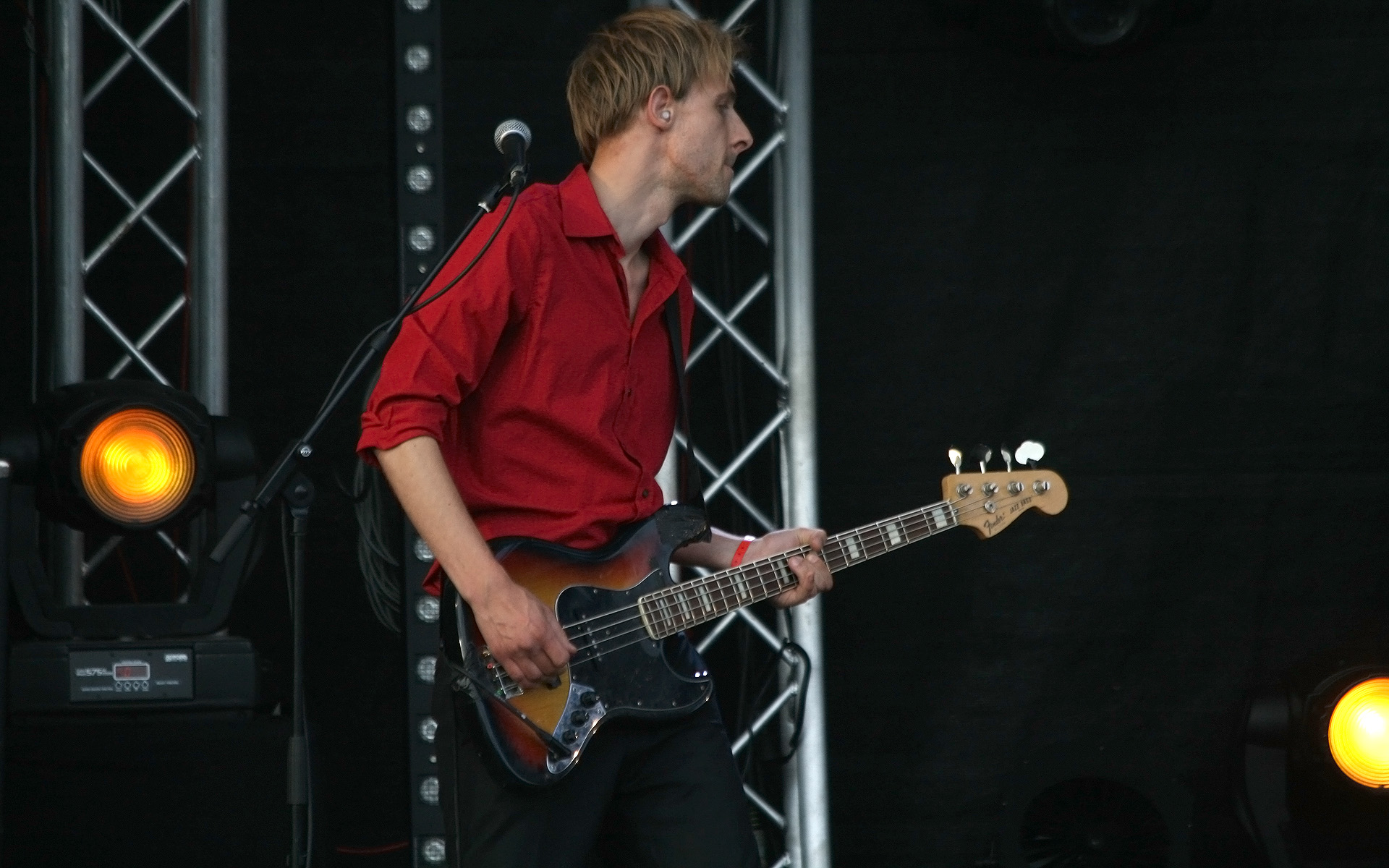
Gregor Tischberger
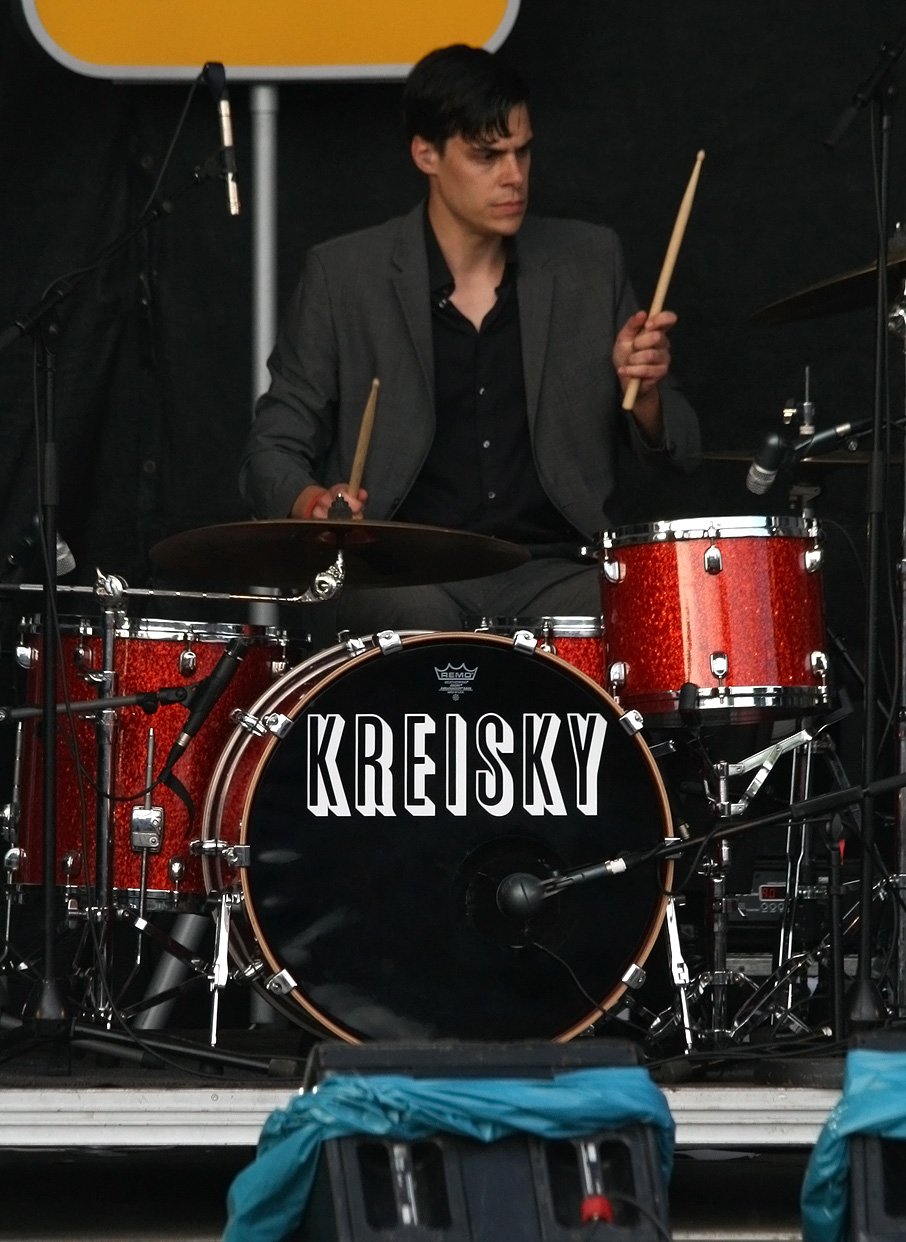
Klaus Mitter

## Trivia
- Franz Wenzl tritt auch als Austrofred auf.
- Martin Offenhuber und Franz Adrian Wenzl bildeten 10 Jahre lang das Experimentalduo Gelée Royale.
- 2005 nahm Wenzl gemeinsam mit Martin Amanshauser als „Amanshauser & Wenzl“ die CD Auf der falschen Seite von Ikebukuro auf.[6]
- Gregor Tischberger, Martin Offenhuber und Klaus Mitter sind Mitglieder der Linzer Gruppe MORD.
- Gregor Tischberger ist Mitglied der Bands The Maybe Men[7] und Girlfriend of many Pilots.[8]
- Martin Offenhuber ist Mitglied der Band Couscous.[9]
- Im Video zu Scheisse, Schauspieler treten die Schauspieler Ruth Brauer-Kvam, Hilde Dalik, Andreas Kiendl, Lilian Klebow, Michael Ostrowski, Alexander Pschill, Hosea Ratschiller, Sabrina Reiter, Manuel Rubey und Ursula Strauss auf.
- Auf dem Album Nichts dagegen, aber der Hip-Hop-Crew Texta, das im April 2016 veröffentlicht wurde, sind Kreisky beim Stück Austrian Psychos zu hören.[10]

## Diskografie

### Alben
- 2007: Kreisky
- 2009: Meine Schuld, meine Schuld, meine große Schuld
- 2011: Trouble
- 2014: Blick auf die Alpen (März 2014[12])
- 2015: Vor Publikum (Livealbum mit 7 Liedern)
- 2018: Blitz
- 2021: Atlantis

### Singles
- 2007: Wo Woman ist, da ist auch Cry
- 2007: Vandalen
- 2009: Asthma
- 2009: Dow Jones
- 2012: Brüssel (Schallfolie, 5.000 Stück)
- 2013: Selbe Stadt, anderer Planet (Vinyl-EP mit drei unveröffentlichten Stücken)
- 2018: Veteranen der vertanen Chance
- 2018: Ein braves Pferd
- 2020: ADHS
- 2021: Kilometerweit Weizen

### Sampler-Beiträge
- 2008: Jacqueline[13]
- 2008: Tormann[14]
- 2009: Blasen[15]